# Hell Yes
Hell Yes (auch: HellYes) ist ein deutsches Produzenten-Duo aus Berlin.

## Bandgeschichte
Hell Yes besteht aus Specter Berlin, einem der Köpfe von Aggro Berlin, und dem Musikproduzenten David Bwoooi (Dumme Jungs). Das Duo wirkt sowohl als Hip-Hop-Produzententeam als auch als DJ-Duo der Elektronischen Tanzmusik. Musikalisch verbinden sie Einflüsse aus den Anfängen der elektronischen Musik wie Kraftwerk und Ravekultur mit neuen Einflüssen aus dem Trap. Neben der Produktion von anderen Künstlern schreiben sie auch Musik für Werbespots, unter anderem für Mercedes-Benz.
Die erste Single Climax erschien am 30. März 2018 auf dem eigenen Label DRKSND. Als Featuring war Yasha zu hören.
2021 arbeitete das Duo mit Olexesh für das Album Ufos überm Block zusammen, eine Art Konzeptalbum im Stil eines Science-Fiction-Films.

## Diskografie
Kollaboalben
- 2021: Ufos überm Block (mit Olexesh)

Singles
- 2018: Climax (feat. Yasha)
- 2020: Quarantän (mit Olexesh)
- 2021: Block (mit Olexesh feat. Joker Bra)
- 2021: Lila (mit Olexesh)
- 2021: Geld (mit Olexesh)
- 2021: Kill Kill (mit Olexesh feat. LX)
- 2021: Wer hat Stoff (mit Olexesh)
- 2021: Weck mich auf (mit Olexesh feat. Esther Graf)
- 2021: Ghetto Rose (mit Olexesh)
- 2021: Vollmond (mit Olexesh; #1 der deutschen Single-Trend-Charts am 8. Oktober 2021[6])

Produktionen
- 2016: Frauenarzt – Mutterficker (alle Songs)
- 2017: Frauenarzt & Taktloss – GOTT (alle Songs)
- 2017: Bushido – Black Friday (Anders als ihr)

Remixe
- 2016: Taktloss – Töten